# Arrondissement di Plaisance
L'arrondissement di Plaisance è un arrondissement di Haiti facente parte del dipartimento del Nord. Il capoluogo è Plaisance.

## Geografia antropica

### Suddivisioni amministrative
L'arrondissement di Plaisance comprende 2 comuni:
- Plaisance
- Pilate